# 盐津街道
盐津街道，是中华人民共和国贵州省遵义市仁怀市下辖的一个乡镇级行政单位。

## 行政区划
盐津街道下辖以下地区：
城南社区、盐津社区、杨堡坝社区、河东村、梅子坳村和三百梯村。